# Terence Donovan, Baron Donovan
Terence Norbert Donovan, Baron Donovan PC KC (* 13. Juni 1898 in West Ham; † 12. Dezember 1971 in London) war ein britischer Politiker der Liberal Party und Jurist, der mehrere Jahre Abgeordneter im House of Commons sowie zuletzt als Lord of Appeal in Ordinary aufgrund des Appellate Jurisdiction Act 1876 als Life Peer auch Mitglied des House of Lords war.

## Leben

### Rechtsanwalt und Unterhausabgeordneter
Nach dem Schulbesuch absolvierte Donovan ein Studium der Rechtswissenschaften und erhielt 1924 seine anwaltliche Zulassung bei der Rechtsanwaltskammer (Inns of Court) von Middle Temple. Im Anschluss nahm er eine Tätigkeit als Barrister auf und erhielt 1937 auch eine anwaltliche Zulassung in der Kronkolonie Südrhodesien. Für seine anwaltlichen Verdienste erhielt er 1945 den Titel eines Kronanwalts (King’s Counsel).
Bei den Wahlen vom 5. Juli 1945 wurde Donovan als Nachfolger des konservativen Wahlkreisinhabers Abraham Montagu Lyons als Kandidat der Labour Party zum Abgeordneten in das House of Commons gewählt und vertrat dort zunächst den Wahlkreis Leicester East. Nach der Auflösung dieses Wahlkreises wurde er bei der Wahl vom 23. Februar 1950 zum Abgeordneten für den Wahlkreis Leister North East gewählt. Im September 1950 trat er von seinem Mandat zurück und wurde durch den späteren Solicitor General für England und Wales, Lynn Ungoed-Thomas, bei einer Nachwahl im April 1951 abgelöst.

### Lordrichter und Oberhausmitglied
Nach seinem Rücktritt als Unterhausabgeordneter wurde Donovan, der 1950 auch sogenannter „Bencher“ der Anwaltskammer von Middle Temple wurde, 1950 Richter an der Kammer für Zivilsachen (King’s Bench Division) an dem für England und Wales zuständigen High Court of Justice und bekleidete dieses Richteramt bis 1960. Zugleich wurde er 1950 zum Knight Bachelor geschlagen und führte seither den Namenszusatz „Sir“. Nach Beendigung dieser Richtertätigkeit erfolgte 1960 seine Berufung zum Richter (Lord Justice of Appeal) am Court of Appeal, dem für England und Wales zuständigen Appellationsgericht, an dem er bis 1964 tätig war. Daneben wurde er 1964 auch zum Privy Councillor ernannt.
Zuletzt wurde Donovan durch ein Letters Patent vom 11. Januar 1964 aufgrund des Appellate Jurisdiction Act 1876 als Life Peer mit dem Titel Baron Donovan, of Winchester in the County of Southampton, zum Mitglied des House of Lords in den Adelsstand berufen und wirkte bis zu seinem Tod 1971 als Lordrichter (Lord of Appeal in Ordinary).
Während dieser Zeit war er 1965 Vorsitzender der Interministeriellen Komitees für ein Berufungsgericht in Strafsachen (Interdepartmental Committee on the Court of Criminal Appeal) sowie Vorsitzender der Königlichen Kommission für Gewerkschaften und Beschäftigtenorganisationen (Royal Commission on Trade Unions and Employers’ Organisations) und legte hierüber nach ihm benannte Berichte vor.

## Veröffentlichungen
- Report of the Interdepartmental Committee on the Court of Criminal Appeal, 1965
- Report, 1965-1968. Royal Commission on Trade Unions and Employers’ Associations, 1968
- The Donovan report. Engineering Employers’ Federation, 1969